# Kobra indická
Kobra indická (Naja naja) je druhem jedovatého hada, který žije v oblastech indického subkontinentu. Běžná velikost hada je 1,8 až 2,2 metru a může se dožívat věku až přibližně 24 let. Přezdívá se mu „brejlovec“, protože má na svrchní straně krku kresbu, která při jeho roztažení, cítí-li se had ohrožen, připomíná brýle. Patří k tzv. „velké čtyřce“, což jsou nejnebezpečnější hadi Indie.

## Vzhled
Dospělí jedinci jsou tmavě hnědí, tmavě olivoví až černí, s charakteristickou kresbou brýlí, která ale může někdy chybět. Díky ní si tato kobra vysloužila lidovou přezdívku „brejlovec“. Kresba brýlí na svrchní straně krku je dobře patrná především u mladších hadů. Na hřbetě je žluté a bílé tečkování, které se často prolíná do vzoru úzkých světlých příčných proužků. Spodní strana těla je šedá nebo žlutavá, s tmavým pruhem na spodní straně krku. Ve středu těla je 21–23 řad dorzálií.
Obvykle dorůstá velikosti mezi 1,8 až 2,2 metry.

## Rozmnožování
Kobra indická se rozmnožuje spojením samce a samice. Je vejcorodá, během měsíců duben až červenec kladou samičky do podzemních děr mezi 12–20 vajíčky. Oproti jiným hadům se částečně stará o nakladená vajíčka, které samice po nakladení ochraňuje před nebezpečím. Místo snůšky opouští jen v honbě za potravou. Malá háďata se narodí o 48–69 dní později (většinou okolo 50 dnech) a měří mezi 20–30 centimetry.

## Chování
V případě ohrožení se kobra charakteristicky postaví, zvedne první třetinu svého těla a roztáhne svá krční žebra potažená kůží.
Nejvíce je aktivní v nočních hodinách, kdy loví kořist. Kobra indická je schopný plavec a dobrý lezec.

### Jed
Kobra indická má malé a pevné přední jedové zuby. U člověka uštknutí vypadá jako dva hluboké vpichy s množstvím drobných vpichů a okolním zarudnutím. Jed kobry indické obsahuje silné postsynaptické neurotoxiny, blokující nikotinové receptory, dále také kardiotoxiny a cytotoxické složky. Smrtelná dávka pro myš je asi LD50 sc 0,565 mg/kg. Smrtelná dávka jedu pro člověka je asi 12 mg. Jed působí převážně na dýchací soustavu. Uštknutí samo o sobě není bolestivé, účinky jedu se ale na člověku začnou projevovat do několika minut. Nejprve se dostavuje bolest zasaženého místa a maximálně mírný otok, následně se ale objevuje ztráta síly v končetinách, zbělení obličeje a postupná paralýza. Hlava poklesne následkem ochabnutí krčního svalstva, zhoršuje se artikulace, dochází k samovolnému vytékání slin a pěny z úst. Dýchání a polykání je čím dal tím více obtížnější, až dojde k selhání dýchacího systému. Jedinou léčbu představuje podání protijedu.
Jelikož kobra indická často loví drobné hlodavce, kteří žijí v blízkosti lidských sídel, vyskytuje se často v jejich okolí a může docházet ke vzájemných konfrontacím mezi lidmi a hady. Úmrtnost na hadí uštknutí v Indii byla v roce 1953 odhadnuta na asi 15 000 lidí ročně, přičemž největší počet smrtelných uštknutí byl způsoben nejspíše právě kobrou indickou. Novější průzkum z let 2001 až 2003 ukazuje, že v Indii dochází pravděpodobně až k 46 000 smrtelným incidentům ročně, z nichž 82–97 % se odehraje na venkově a 77 % z nich se vyskytuje mimo dosah zdravotnického zařízení. Jenom v Tamilnádu zemře po hadím uštknutí až 10 000 lidí za rok. V Indii žije téměř 300 různých druhů hadů, ale pouze čtyři z nich mají většinu útoků na svědomí, kam spadá i kobra indická. Tato kobra se řadí mezi tzv. velkou čtyřku nejnebezpečnějších indických hadů společně s bungarem modravým (Bungarus caeruleus), zmijí řetízkovou (Daboia russelli) a zmijí paví (Echis carinatus).

## Výskyt
Vyhýbá se aridním lokalitám, nalezena bývá v přírodních lesích, ale také na travnatých plochách v obdělávané krajině a v blízkosti vesnic, často také v blízkosti rýžových polí. V Himálaji vystupuje kobra indická až do výšek okolo 4000 m n. m. Obývá většinu území Pákistánu, Indie, dále je možné se s ní setkat na území Srí Lanky, Bangladéše, Nepálu, Bhútánu a pravděpodobně žije i ve východní části Afghánistánu.

## Potrava
Žere hlodavce, žáby a ještěrky, taktéž se udává, že konzumuje ptáky a jiné hady, v mládí i hmyz. Svou kořist kobra uštkne a pak poblíž čeká, až její jed vyřadí nervovou soustavu oběti. Kořist je pak konzumována, podobně jako v případě všech ostatních hadů, v celku.
Kobra indická pojídá hlodavce, člověkem obvyklé považované za škůdce a přenašeče nemocí.